# Ryūjō (1869)
Ryūjō (jap. 龍驤 Ryūjō) – parowy okręt pancerny japońskiej Marynarki Wojennej, określany również jako pancernik, zamówiony przez Thomasa Blake’a Glovera dla prywatnej floty władcy Kumamoto (z rodu Hosokawa). Zbudowany w stoczni firmy Alexander Hall and Company w Aberdeen w latach 1864-1869, został przekazany cesarzowi Mutsuhito dla nowo powstałej cesarskiej marynarki wojennej 8 maja 1870 pod nazwą „Ryūjō” i przepłynął z Nagasaki do Jokohamy pod dowództwem brytyjskiego kapitana. Do czasu zbudowania pancernika „Fusō” był flagowym (i najpotężniejszym) okrętem Marynarki Cesarskiej.
W 1871 cesarz Mutsuhito odwiedził okręt. „Ryūjō” również należał do eskorty honorowej rosyjskiego następcy tronu (później cara) Mikołaja podczas oficjalnej wizyty w 1872. Brał udział w bitwach wczesnego okresu Meiji, w tym w powstaniu Saga, powstaniu Satsuma i karnej ekspedycji na Tajwanie w 1874.

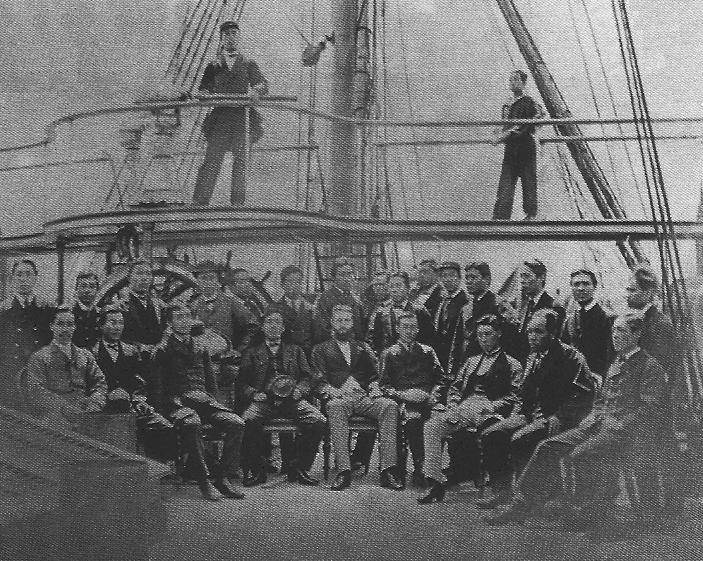
Japońscy kadeci na „Ryūjō” wokół brytyjskiego instruktora artylerii porucznika Horse'a (ホース中尉), na początku 1871

16 października 1877 został wyrzucony na brzeg niedaleko Kagoshimy wskutek silnych wiatrów, ale udało się go sprowadzić z powrotem na wodę. Między lutym a lipcem 1881 odbył podróż do Sydney i Melbourne oraz opłynął Tasmanię.
W 1884 japoński lekarz Kanehiro Takaki przeprowadził za zgodą cesarza eksperyment dotyczący etiologii choroby beri-beri. Wybrano dwa pancerniki: załoga jednego z nich („Tsukuba”) była karmiona mięsem, rybami, jęczmieniem, ryżem i fasolą, załoga drugiego („Ryūjō”) była karmione wyłącznie białym ryżem. Oba statki miały identyczny kurs. „Ryūjō” i „Tsukuba” popłynęły do Nowej Zelandii, wzdłuż wybrzeża Ameryki Południowej z Santiago do Limy, przez Honolulu i z powrotem do Japonii, w ciągu 9 miesięcy. Spośród 376 członków załogi „Ryūjō” 161 zachorowało na beri-beri, a 25 zmarło. Jedynie 14 członków załogi „Tsukuba”, którzy mieli bardziej zróżnicowaną dietę, zachorowało na beri-beri; nikt spośród nich nie umarł. Ten eksperyment przekonał dowództwo Japońskiej Marynarki, że nieodpowiednia dieta była głównym czynnikiem odpowiedzialnym za beri-beri i zaczęto przeciwdziałać chorobie.
„Ryūjō” został formalnie wycofany ze służby 2 grudnia 1892, ale potem został wyposażony w nowe działa produkcji Kruppa i służył jako treningowy okręt artyleryjski. Został złomowany w 1908.